# Басен Мари-Дарлинг
Басен Мари-Дарлинг (енгл. Murray-Darling basin) је велики речни басен у југоисточној Аустралији. Захвата једну седмину површине континента. Укупна дужина му је 3.375 километара, а површина око један милион км².

## Географија
Басен је смештен између Великог артешког басена на северу и западу и Великих разводних планина на истоку и југу. Захвата површину од око 1.100.000 km². Простире се кроз скоро целу Викторију и Нови Јужни Велс, а мањим делом залази у Јужну Аустралију и Квинсленд. Основу басена, тачније речног система чине река Мари и њена притока Дарлинг. Од значаја су и остали токови и притоке попут Марамбиџија, Кулгое, Барвона и др. 

## Одлике
Дно басена је изграђено од језерско-речних седимената и глине. Уравњен је ерозивним процесима и мале је надморске висине (до 500 метара) Прима малу количину падавина, 250-300 милиметара, али се упркос томе овде налази 70% свих иригационих система у држави. Одве се остварује око 45% укупне пољоприведе Аустралије, што га сврстава у најзначајније привредне регионе у земљи. Осим поменутог, вода ових река служи за наводњавање, водоснабдевање градова и као хидроенергетски потемнцијал.